# Georg Seidler (Politiker)
Johann Georg Carl Seidler (* 21. Februar 1842 in Kassel; † 26. Dezember 1923 ebenda) war Abgeordneter des Provinziallandtages der preußischen Provinz Hessen-Nassau sowie Beigeordneter der Stadt Kassel.

## Leben
Johann Georg Carl Seidler entstammte der Kasseler Maurerfamilie Seidler, die politisch aktiv war. Sein Vater Heinrich, von Beruf Maurermeister, hatte als Liberaler wesentlichen Anteil an der Stadtpolitik, war 1840 Kommandeur der Bürgergarde und 1848 an der Revolution beteiligt. Dabei war er um Mäßigung bei den Tumulten bemüht.
Georgs Mutter war Elise Charlotte Ostheim.
Nach seiner Schulausbildung erlernte er den Beruf des Maurers, erwarb später den Meisterbrief und engagierte sich in der Kommunalpolitik. Von 1874 an war er in verschiedenen städtischen Ämtern ehrenamtlich tätig.
- 1880–1982 Stadtrat
- 1898–1902 unbesoldeter Stadtrat
- 1902–1919 städtischer Beigeordneter

1905 erhielt er ein Mandat für den Kurhessischen Kommunallandtag des Regierungsbezirks Kassel, aus dessen Mitte er zum Abgeordneten des Provinziallandtages der Provinz Hessen-Nassau bestimmt wurde.

## Auszeichnungen
- 1919 Ehrenbürger von Kassel